# Республика Гавайи
Республика Гавайи — государство, существовавшее на Гавайских островах между 1894 и 1898 годами. Гавайская республика возникла после упразднения Королевства Гавайи и прекращения полномочий временного правительства 4 июля 1894 года. 7 июля 1898 года Гавайи были аннексированы США, в 1900 году получили статус территории.
В 1893 году на Гавайских островах в результате вмешательства американских военных и при поддержке американского бизнеса была свергнута монархия. Республику Гавайи возглавляли Сэнфорд Доул и Лоррин Тёрстон, американцы по происхождению и подданные гавайских королей по месту рождения, говорившие по-гавайски. При этом они оба имели сильные финансовые, политические и семейные связи с США и лоббировали в Вашингтоне присоединение Гавайской республики.

## Расследования Блаунта и Моргана
После свержения королевы Лилиуокалани было образовано временное правительство. Будущее Гавайских островов было в этот момент не вполне ясно. Одна группа влияния предлагала передать власть принцессе Виктории Каиулани и восстановить ограниченную монархию. Так как принцесса в этот момент не находилась на островах, предложение не получило поддержки. Президент США Бенджамин Гаррисон, поддерживавший присоединение Гавайских островов, в 1892 году не был переизбран на новый срок, что ослабило группу, выступавшую за вхождение островов в состав США. Зная об этом, Лоррин Тёрстон за месяц до ухода Гаррисона договорился с Конгрессом о будущей ратификации договора о присоединении Гавайев. Преемник Гаррисона Гровер Кливленд сразу по вступлении в должность заморозил подготовку договора и распорядился начать расследование.
Кливленд назначил бывшего конгрессмена от штата Джорджия Джеймса Хендерсона Блаунта представителем Государственного Департамента США (министром) на Гавайях для расследования обстоятельств свержения монархии. Блаунт составил отчёт, сообщавший, что его предшественник, представитель Государственного Департамента на Гавайях Джон Ливитт Стивенс, занял сторону противников монархии и оказал им военную помощь, приказав американским войскам высадиться с крейсера «Бостон» на берег. На основании отчёта Кливленд назначил представителем (министром) на Гавайи Альберта Сидни Уиллиса и отправил его в Гонолулу с секретными поручениями. Уиллис провёл переговоры со свергнутой королевой и добился от неё обещания объявить амнистию участникам переворота в случае прихода к власти. После этого он выдвинул формальное требование о роспуске Временного правительства и полной реставрации монархии. Он не мог знать о том, что решение было запоздавшим, так как Кливленд уже передал соответствующее дело в Конгресс. 23 декабря 1893 года Сэнфорд Доул послал ответ Уиллису с отказом передать власть королеве.
В ответ на объяснения Кливленда Сенат принял резолюцию, обязав свой Комитет по внешним связям провести открытые слушания и допросить свидетелей, чтобы определить, не превысил ли президент Кливленд свои полномочия, назначив Блаунта министром и предоставив ему существенные полномочия без согласования с Сенатом. Председателем комиссии стал Джон Тайлер Морган, сенатор из Алабамы, сторонник включения островов в состав США.
Выводы комиссии были опубликованы 26 февраля 1894 года и противоречили выводам отчёта Блаунта. Комиссия сочла, что Вооружённые силы США сохраняли нейтралитет во время переворота, сняла обвинения со Стивенса, но сочла, что назначение Блаунта без одобрения Конгресса не противоречило конституции. Девять членов комиссии Моргана не смогли договориться о выводах, и отчёт был подписан лишь лично Морганом..
После принятия ряда резолюций Конгресса президент Кливленд отказался признать временное правительство как де-юре, так и де-факто.

## Провозглашение республики
Временное правительство опасалось, что Гровер Кливленд будет продолжать вмешиваться в дела островов с целью реставрации монархии. Кроме того, они предполагали, что до конца срока Кливленда присоединения островов не произойдёт, а для долгосрочного управления островами требовалась более установившаяся форма правления, чем временное правительство. Поэтому 30 мая 1894 года временное правительство созвало Конституционное собрание, и последнее приняло проект конституции Республики Гавайи. Республика была провозглашена 4 июля 1894 года в Гонолулу. Сэнфорд Доул стал президентом республики.

## Заговор Уилкокса
В 1895 году сторонник независимости Гавайев как государства коренного населения, а следовательно и реставрации монархии, Роберт Уильям Уилкокс составил заговор с целью возвращения королевы к власти. Его сторонники привели из Сан-Франциско корабль с оружием и амуницией и тайно разгрузили его в Гонолулу. 6 января 1895 года заговорщики встретились, чтобы обсудить план быстрого свержения республики и восстановления монархии. Однако в начале осуществления плана они неожиданно встретились с нарядом полиции, и быстро были арестованы. Уилкокс несколько дней прятался в горах, затем также был арестован. Правительство объявило, что в резиденции свергнутой королевы Лилиуокалани дворце Вашингтон (англ. Washington Place) было найдено оружие, тем самым обвинив её в участии в заговоре.
Королева была отдана под суд. Прокурор обвинил её в измене, так как она должна была знать, что оружие предназначалось для свержения республики. В ответ королева произнесла речь, в которой расценила события 1893 года как государственный переворот, сказала, что она не присягала ни временному правительству, ни Республике Гавайи, что она не признаёт права республики судить её, но что она не знала о заговоре и в целях блага своего народа выступает против насильственных действий. Она была приговорена к пяти годам тюремного заключения и трудовых работ, а также оштрафована на 10 тысяч долларов. Своё заключение она отбывала в спальне во дворце Иолани в Гонолулу, который находился под круглосуточной охраной. Через восемь месяцев распоряжением Доула она была переведена на домашний арест, а через год была амнистирована и уехала в Вашингтон.

## Аннексия США и упразднение республики
В 1896 году президентом США был избран Уильям Мак-Кинли, и 4 марта 1897 года он вступил в должность. Руководство Республики Гавайи немедленно начало переговоры о присоединении, которые завершились летом 1898 года. Президент считал, что Гавайские острова имеют существенную стратегическую ценность для США, особенно в свете начавшейся испано-американской войны. Кроме того, Британия, Франция и Япония также проявляли интерес к островам. Однако договор не получил поддержки Конгресса из-за петиции гавайцев, отвергавших присоединение. Поэтому аннексия США с преобразованием в Территорию Гавайи была осуществлена посредством резолюции Ньюлендса. 16 июня 1898 года резолюцию одобрил конгресс, а 7 июля окончательно подписал президент. Формальная передача власти произошла 12 августа.